# دراخزلسرید
دراخزلسرید (به آلمانی: Drachselsried) یک شهر در آلمان است که در بایرن واقع شده‌است.

## خصوصیات
دراخزلسرید ۴۱٫۷۳ کیلومترمربع مساحت دارد ۴۳۵ - ۱٬۲۸۴ متر بالاتر از سطح دریا واقع شده‌است.